# Portada/article febrer 11

## Esclavitud a l'antiga Grècia
L'esclavitud a l'antiga Grècia va ser un component essencial en el desenvolupament econòmic i social del món grec de l'antiguitat clàssica i estigué vigent al llarg de la seva història. Els grecs consideraren l'esclavitud no solament com una realitat indispensable, sinó també com un fet ben natural; fins i tot els estoics, en general, o els primers cristians no la van qüestionar. La majoria dels escriptors antics entenien que l'esclavitud no era tan sols un fenomen natural, sinó també necessari. No obstant, també van aparèixer alguns debats aïllats que aixecaren el crit al cel, com s'observa als diàlegs socràtics, o alguns estoics que expressaren la primera condemna de l'esclavitud de la qual es té un registre històric.